# (7958) Leakey
(7958) Leakey ist ein Asteroid des inneren Hauptgürtels, der vom US-amerikanischen Astronomenehepaar Carolyn Shoemaker und Eugene Shoemaker am 5. Juni 1994 am Palomar-Observatorium (IAU-Code 675) auf dem Gipfel des Palomar Mountain etwa 80 Kilometer nordöstlich von San Diego entdeckt wurde.
Der Asteroid wurde am 4. April 1998 nach der britischen Archäologin und Paläoanthropologin Mary Leakey (1913–1996), ihrem Ehemann Louis Leakey sowie ihren Söhnen Richard Leakey und Jonathan Leakey benannt, die ebenfalls Paläoanthropologen waren.